# Stenomacrus varius
Stenomacrus varius là một loài tò vò trong họ Ichneumonidae.